# Comuna Măgherani, Mureș
Măgherani (în maghiară: Nyárádmagyarós) este o comună în județul Mureș, Transilvania, România, formată din satele Măgherani (reședința), Șilea Nirajului și Torba.

## Demografie
Componența etnică a comunei Măgherani
     Maghiari (90,47%)
     Romi (1,88%)
     Alte etnii (0,53%)
     Necunoscută (7,13%)
Componența confesională a comunei Măgherani
     Reformați (56,61%)
     Romano-catolici (15,77%)
     Adventiști (9,38%)
     Fără religie (4,65%)
     Martori ai lui Iehova (2,55%)
     Baptiști (1,35%)
     Alte religii (2,18%)
     Necunoscută (7,51%)
Conform recensământului efectuat în 2021, populația comunei Măgherani se ridică la 1.332 de locuitori, în creștere față de recensământul anterior din 2011, când fuseseră înregistrați 1.309 locuitori. Majoritatea locuitorilor sunt maghiari (90,47%), cu o minoritate de romi (1,88%), iar pentru 7,13% nu se cunoaște apartenența etnică. Din punct de vedere confesional, majoritatea locuitorilor sunt reformați (56,61%), cu minorități de romano-catolici (15,77%), adventiști (9,38%), fără religie (4,65%), martori ai lui Iehova (2,55%) și baptiști (1,35%), iar pentru 7,51% nu se cunoaște apartenența confesională.

## Politică și administrație
Comuna Măgherani este administrată de un primar și un consiliu local compus din 9 consilieri. Primarul, Laios Kacsó[*], de la Uniunea Democrată Maghiară din România, este în funcție din octombrie 2020. Începând cu alegerile locale din 2024, consiliul local are următoarea componență pe partide politice:
|  | Partid                                 | Consilieri | Componența Consiliului | Componența Consiliului | Componența Consiliului | Componența Consiliului | Componența Consiliului | Componența Consiliului | Componența Consiliului | Componența Consiliului | Componența Consiliului |
|  | -------------------------------------- | ---------- | ---------------------- | ---------------------- | ---------------------- | ---------------------- | ---------------------- | ---------------------- | ---------------------- | ---------------------- | ---------------------- |
|  | Uniunea Democrată Maghiară din România | 9          |                        |                        |                        |                        |                        |                        |                        |                        |                        |

## Imagini

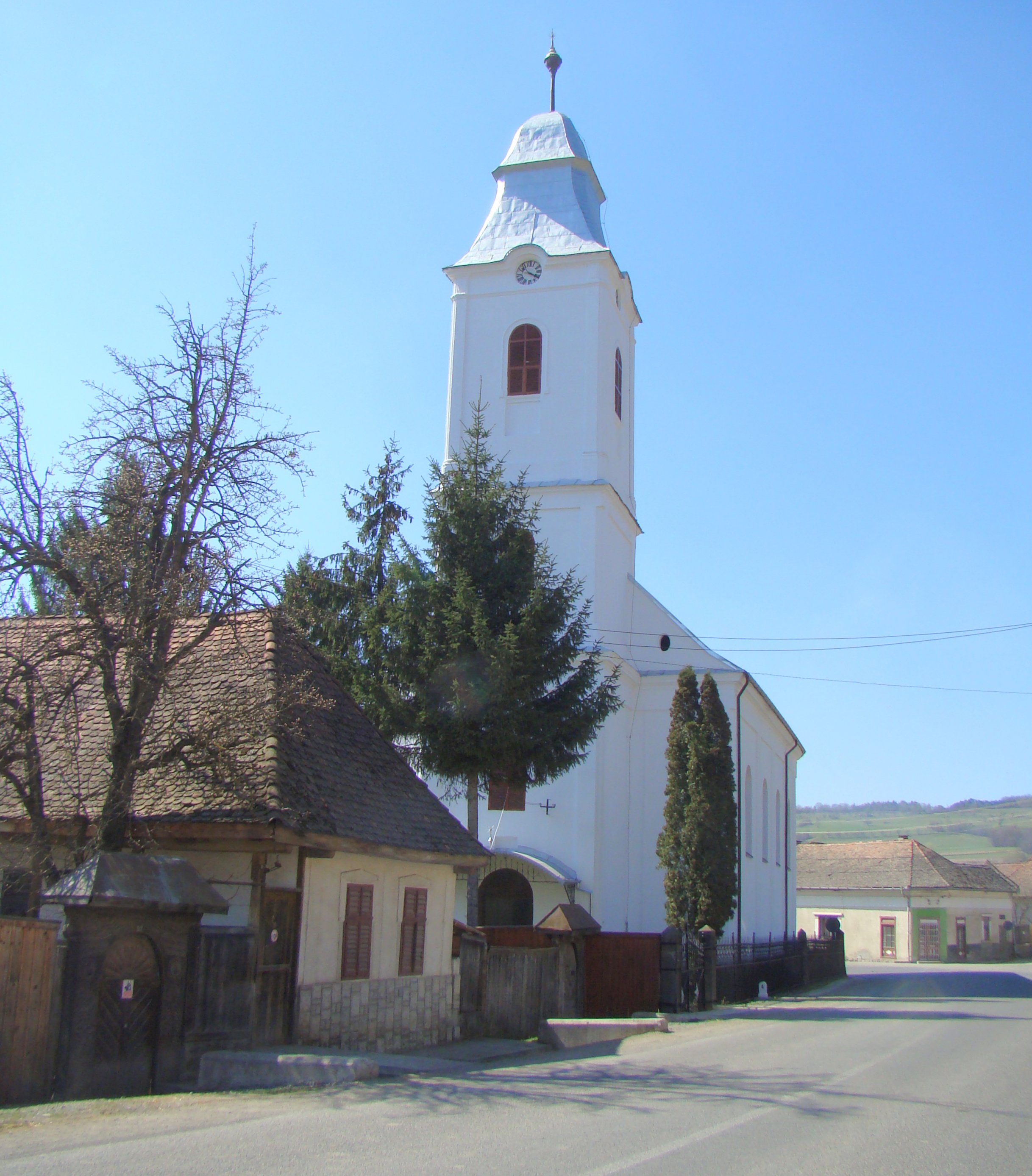
Biserica reformată din satul Măgherani
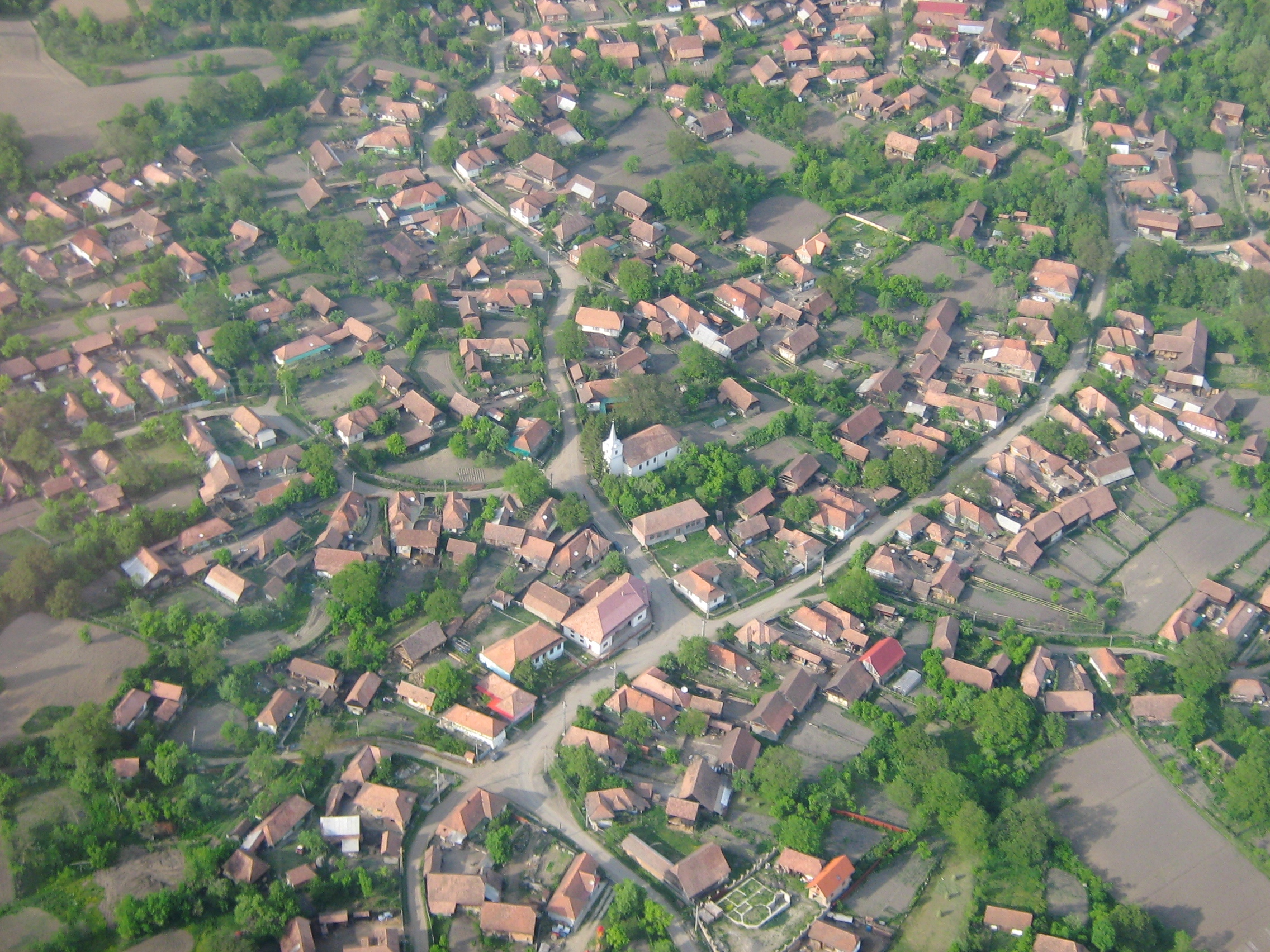
Satul Șilea Nirajului
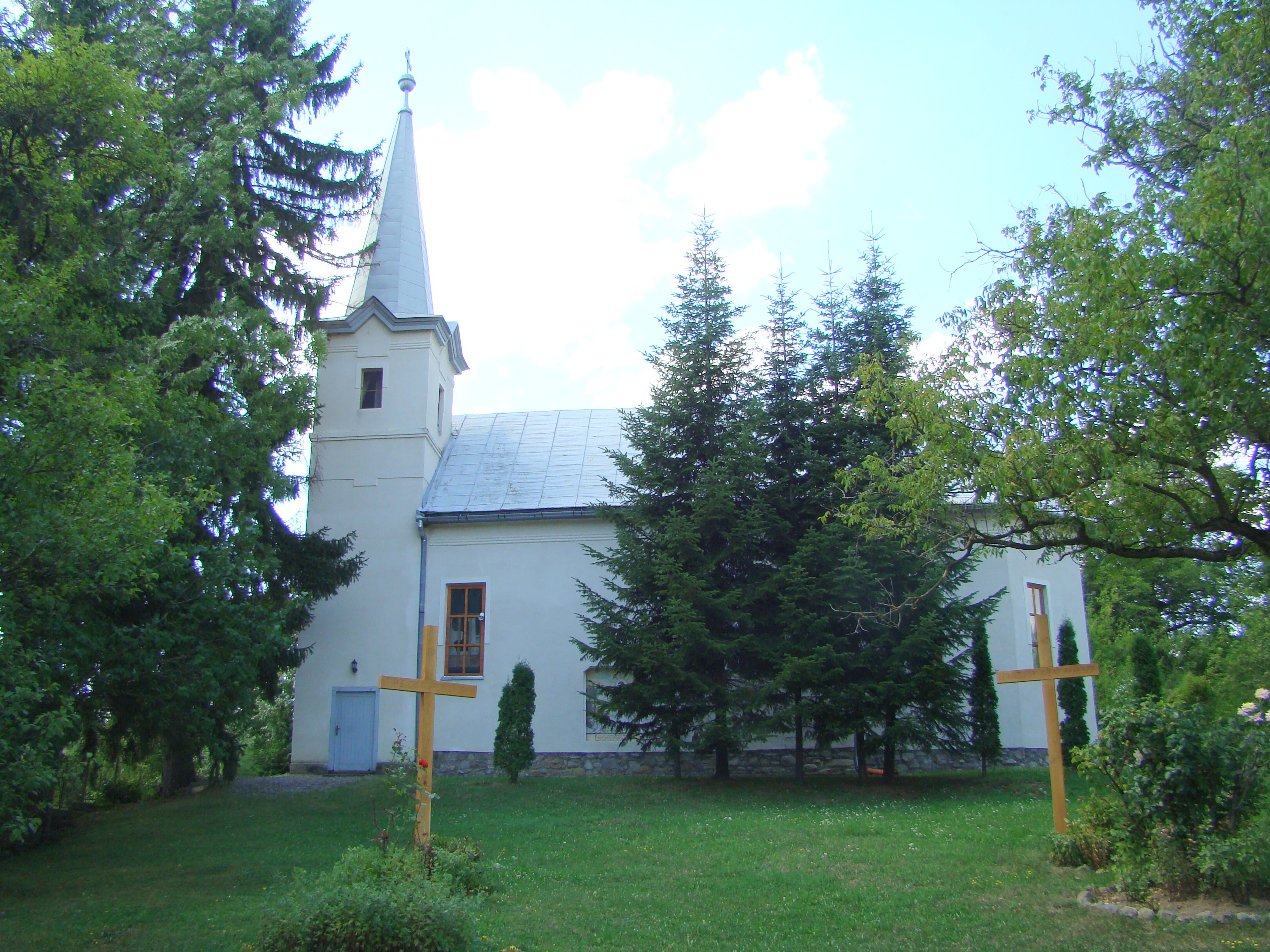
Biserica romano-catolică din Șilea Nirajului
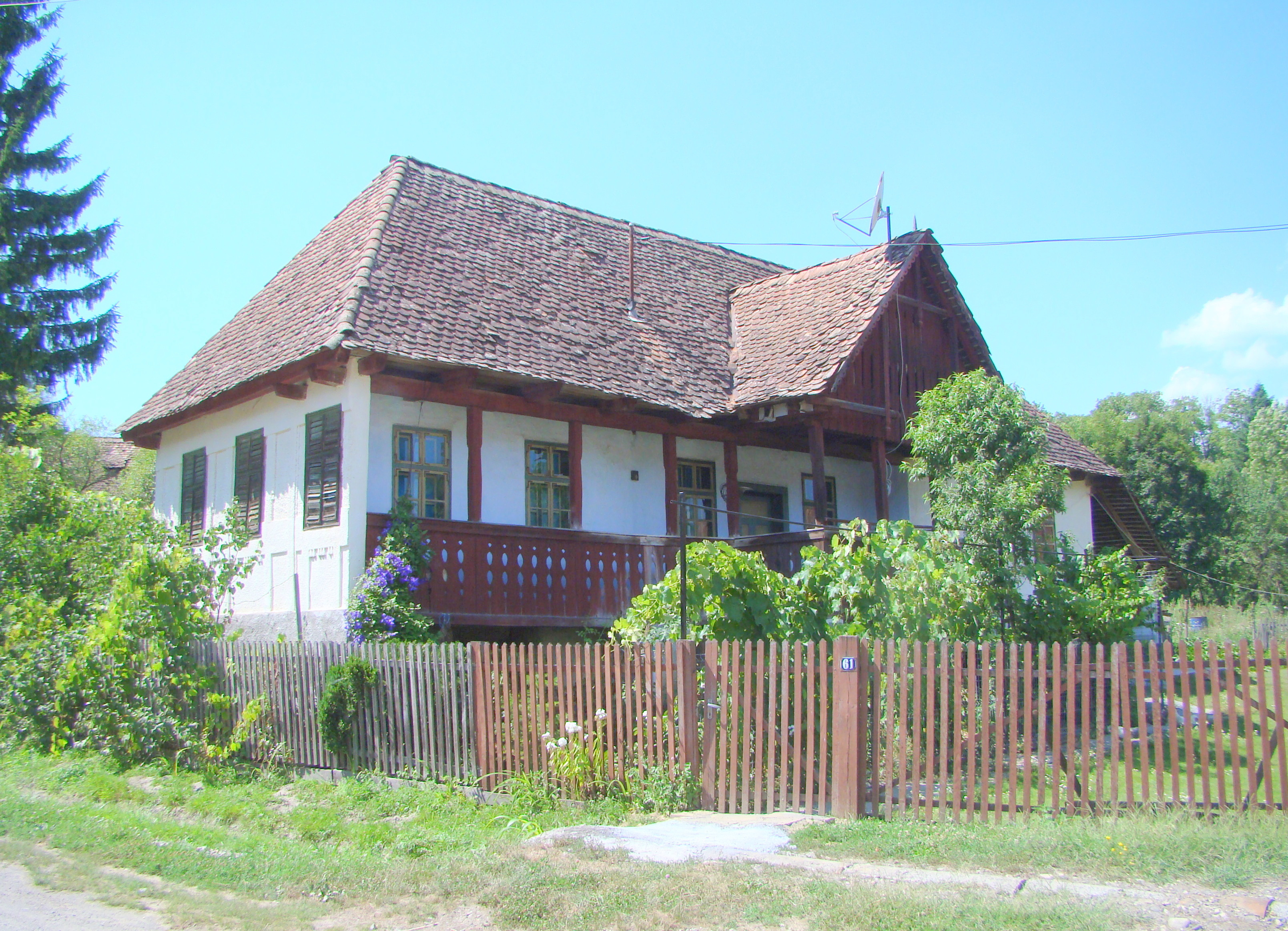
Situl rural Torba (monument istoric)
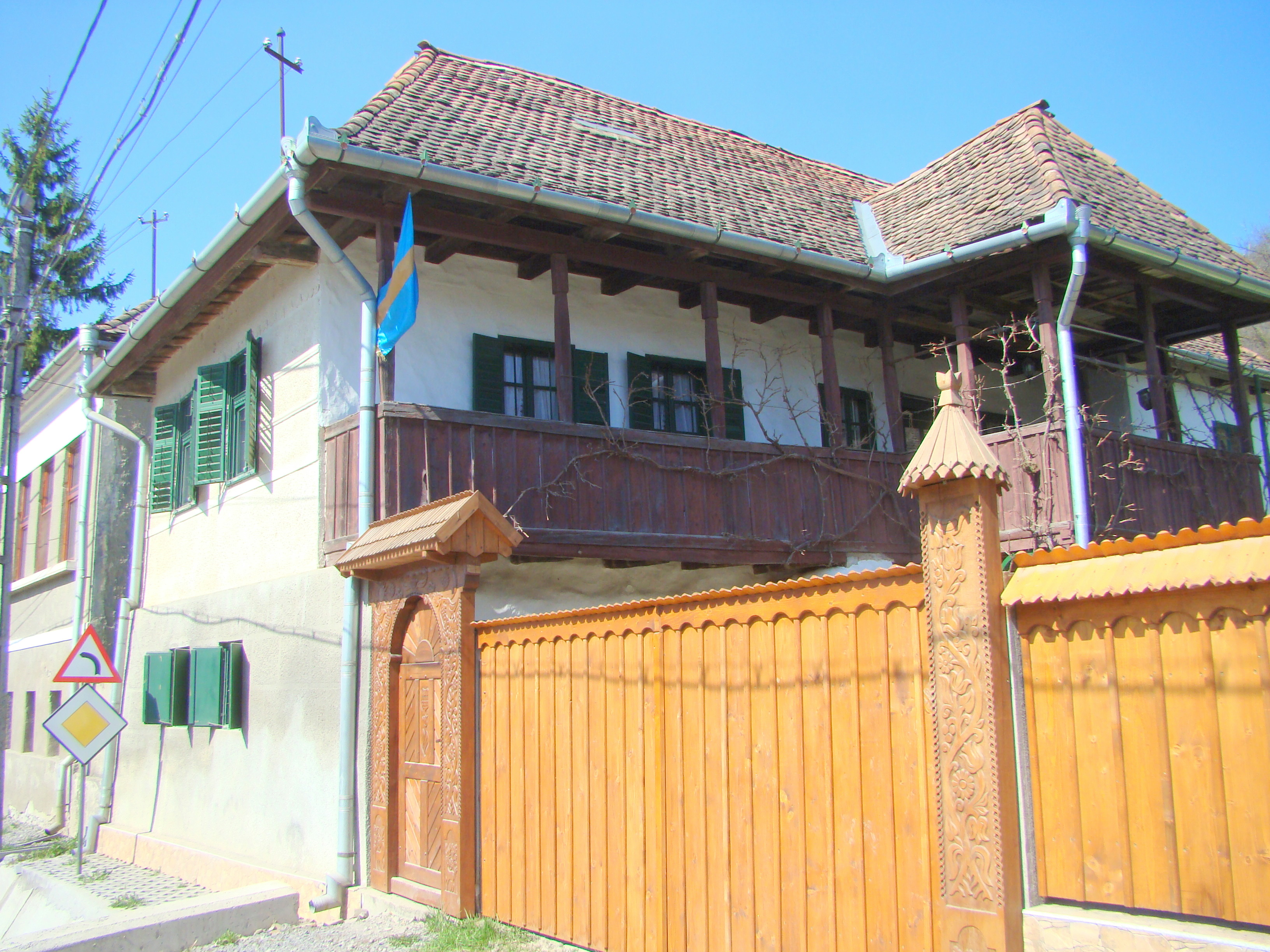
Casă din ansamblul rural „Str. Principală”, sat Măgherani (monument istoric)